# 클라스레이트 화합물

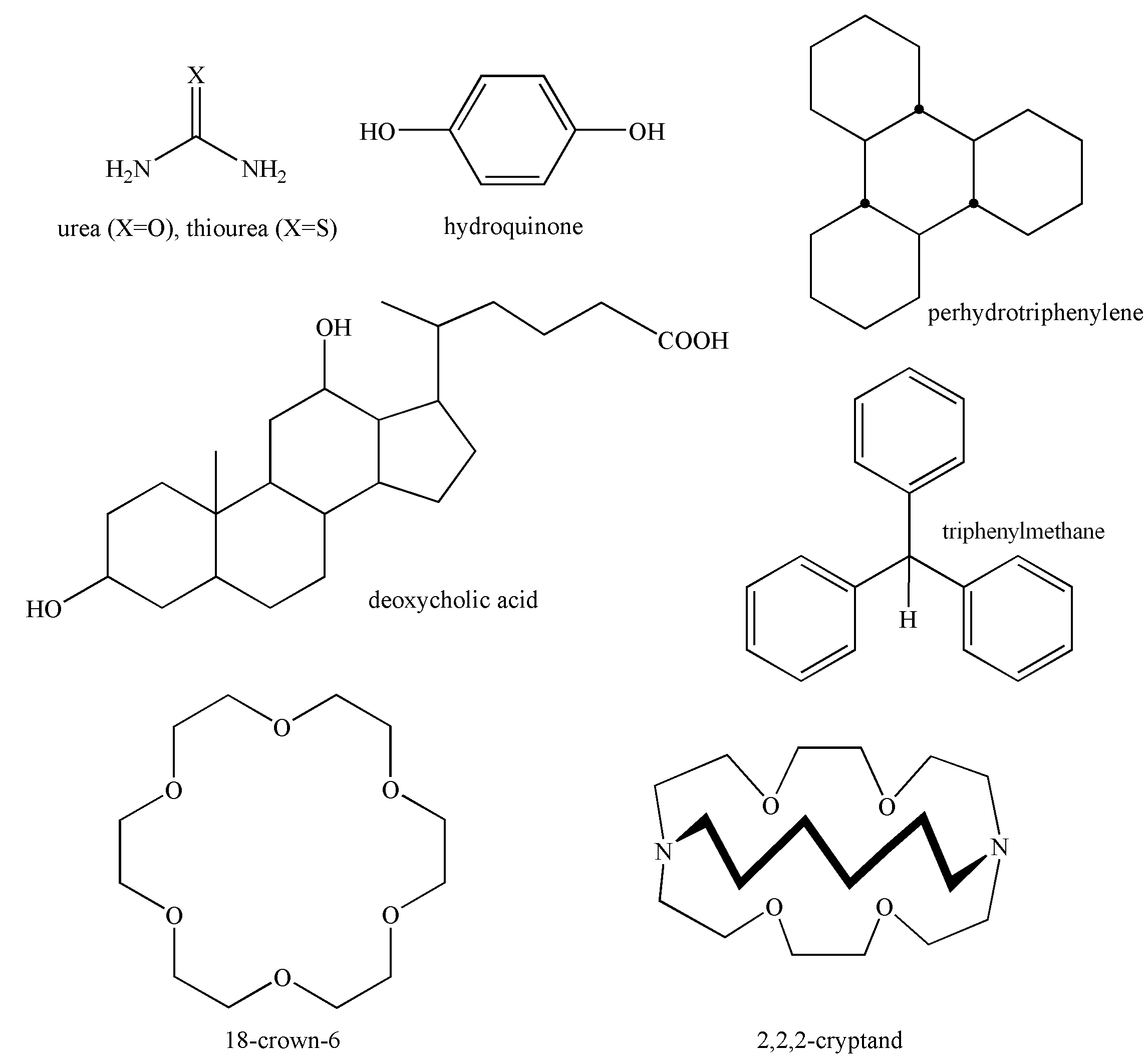
클라스레이트 화합물

클라스레이트 화합물(영어: clathrate compound)은 저온, 고압의 조건 하에서 물 분자가 결정 구조로 되어, 각종 분자를 빨아들인 형태이다.

## 같이 보기
- 가스 하이드레이트